# Mätteknik

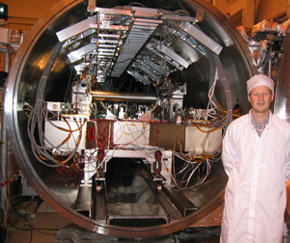
Testutrustning för att mäta vinklar med precisionen 1 mikrobågsekund.

Mätteknik eller metrologi (av grekiska: metron, mått, och logos, lära, vetenskap) är läran om mätning, en vetenskapsgren, främst inom fysik och elektronik som handlar om hur olika fysikaliska storheter mäts. Detta kan tyckas vara ett mycket smalt vetenskapligt område, men är trots allt ganska komplicerat, eftersom det nästan inte går att mäta någonting utan att påverka det objekt man mäter. 
Inom mättekniken används beteckningen primärvärde som en beteckning på "det ursprungliga mätvärdet".
Exempel: Om temperaturen skall mätas i en kopp espresso genom att en kvicksilvertermometer förs ned i vätskan, så kommer termometern att kyla kaffet. Det som visas är jämviktstemperaturen för det termodynamiska systemet bestående av kaffekoppen, kaffet och termometern. Mätningen påverkar alltså värdet av det som ska mätas.
Andra problem kan vara störningar från omgivningen eller mätning av en liten skillnad mellan två mycket stora värden.
Viktiga begrepp inom mättekniken är bland andra mätskalor, kalibrering, mätosäkerhet, onoggrannhet, precision, systematiska fel och repeterbarhet.

## Historia
Vid komplexa byggprojekt har det alltid varit viktigt att alla inblandade använder ett likvärdigt längdmått. Ett tidigt exempel är faraonernas byggande av tempel och pyramider i det gamla Egypten, 3000 år f Kr. Den arkitekt som glömt eller försummat sin skyldighet att kalibrera referensmåttet vid varje fullmåne straffades med döden.
Den första alnen definierades som längden på underarmen från armbågen till toppen av det utsträckta långfingret hos den härskande Farao, plus bredden av hans hand. Den ursprungliga mätningen överfördes och skulpterades i svart granit. Arbetarna på byggarbetsplatser fick sedan kopior i granit eller trä och det var arkitekternas ansvar att hålla kontroll av dem och kassera slitna mätstockar.

## Regelverk i Sverige
I de flesta länder finns lagar som reglerar måttenheter och mätning. Den svenska lagen på området är lagen (1992:1514) om måttenheter, mätningar och mätdon. I Sverige har Styrelsen för ackreditering och teknisk kontroll (Swedac) ansvar för regler och krav på kontroll.
Reglerna är till för att säkerställa att mätvärden stämmer, bland annat gällande vågar i matvarubutiker och elmätare hos elnätsföretag. Reglerna är till för att främja konkurrens på lika villkor, men även för att man som konsument ska veta att man betalar rätt summa för den vara man köper. För bland annat butiksvågar och elmätare ställs det också krav på användaren av mätinstrumentet, i det här fallet butiken eller elnätsföretaget. Användaren måste låta mätinstrumentet kontrolleras regelbundet för att säkerställa att det fortfarande mäter med en viss noggrannhet.
Regelverket baseras på både EU-direktiv och nationella regler. De bestämmer hur ett mätinstrument ska vara konstruerat, utformat och provat innan det lanseras på marknaden. Det kan exempelvis vara krav på att de ska ha serienummer och kontaktuppgifter på varan eller i ett medföljande dokument. Även importerade mätinstrument omfattas av föreskrifterna.